# NGC 4724
NGC 4724 је елиптична галаксија у сазвежђу Гавран која се налази на NGC листи објеката дубоког неба.
Деклинација објекта је - 14° 19' 56" а ректасцензија 12h 50m 53,6s. Привидна величина (магнитуда) објекта NGC 4724 износи 12,7 а фотографска магнитуда 13,7. NGC 4724 је још познат и под ознакама MCG -2-33-22, PGC 43494.